# 霧生晃司
霧生 晃司（きりゅう こうじ、7月9日 - ）は、日本の男性声優。宮城県出身。大沢事務所所属。

## 来歴
2023年9月30日、Xにてガジェットリンクを退所したことを発表した。
2024年10月1日より大沢事務所への移籍を自身のSNSで報告した。

## 人物
趣味はドライブ、武器（銃等）を調べる事、散歩、ギター。
特技はアームレスリング、間違い探し、チェーンソーのものまね。
資格は中型自動車免許、普通自動二輪車免許、大型自動二輪車。

## 出演

### テレビアニメ
- はじめてのギャル（2017年、モブA男、御手洗友人E）
- ありふれた職業で世界最強（2019年、ハウリア族 男A、チンピラ）
- 異世界でもふもふなでなでするためにがんばってます。（2024年、ディラン・ノーチス）
- 魔法科高校の劣等生（2024年、酒井大佐）
- シャングリラ・フロンティア（2024年、SF-Zoo 盾チームリーダー）
- パズドラ（2025年、タノモウ星人）

### ゲーム
- コズミックブレイブ!（2013年、アストライザー)
- V.D. -バニッシュメント・デイ-（2014年）
- かりぐらし恋愛（2019年、飯豊智彦）
- TrymenT-今を変えたいと願うあなたへ-
- ブラウンダスト（2020年、クルール、ジャクリーン[4]）
- ラスト・エリュシオン（2020年、ヘルマン）

### ドラマCD
- 東京探偵姫〜残光の剣士・沖田総司（沖田総司）

### 吹き替え

#### 映画
- アンドロイドコップ（レイノルズ）
- Alert 失踪者緊急警報
- インデペンデンス・デイ 2021（ロバート〈ロバート・ラサード〉）
- インベージョン
- エクソシスト 信じる者（ローウェル[5]）
- エニシング・イズ・ポッシブル
- 終わらない週末（アーチー〈チャーリー・エヴァンズ〉[6]）
- クリード 過去の逆襲（15歳のアドニス・クリード〈タデウス・J・ミクソン〉）
- ゲット・ア・ライフ
- ザ・ウェイバック
- ザ・キッチン
- ザ・クリエイター/創造者（ブンミ[7]）
- ザ・ムーン
- シー・ユー・イエスタデイ（キース）
- 死霊のはらわた ライジング（ジェイク）
- シンデレラ（グリフ）
- スターは駐車係に恋をする
- セルジオ: 世界を救うために戦った男
- ゾーイの秘密アプリ（トリップ）
- DOGMAN ドッグマン
- トンネル 闇に鎖された男（長官秘書）
- 眠りの地
- バディゲーム
- ブラザーズ（テリー〈シェマー・ムーア〉）
- フレッチ/死体のいる迷路
- ホワット・イフ
- ミリオン・マイルズ・アウェイ 遠き宇宙への旅路
- ラビリンス 4つの暗号とトランプ迷宮の秘密（アーノルド）

#### ドラマ
- アウトランダー
- アメリカン・ホラー・ストーリー
- Alert 失踪者緊急警報
- アレンジメント ハリウッドに潜む闇
- アンという名の少女（ジェリー・ベイナード〈エイメリック・ジェット・モンタズ〉）
- 1923
- ウーマン・イン・ザ・ウォール
- ウィンチェスターズ
- 栄光へのスピン
- FBI 特別捜査班
- エレメンタリー ホームズ&ワトソン in NY
- グッド・ドクター 名医の条件（ティラー・ブエンディア、アレックス・マーティン 他）
- グリーンリーフ（AJ<ジェイコブ・ロメロ>）
- クワンティコ/FBIアカデミーの真実（カリッド）
- 刑事モース〜オックスフォード事件簿〜（レスター・フェイゲン 他）
- ゴッドレス -神の消えた町-（トラッキー）
- コブラ会
- CSI:科学捜査班13（アーネスト）
- ジェン・ブイ
- ジャンゴ ザ・シリーズ
- 13の理由（タイラー・ダウン〈デヴィン・ドルイド〉、ジェフ・アトキンス〈ブランドン・ラーラクエンテ〉）
- ストレイン 沈黙のエクリプス シーズン3
- 孫悟空の遊勇伝（フォント）
- 超巨大ロボットブラザーズ
- デクスター:ニュー・ブラッド（ハリソン〈ジャック・アルコット〉）
- パニック 秘密のゲーム
- 秘密結社ベネディクト団（ジャクソン）
- ファイア・カントリー（コリン）
- ファミリー・マン（ミリンド、プニット、ディーパン）
- フェイク（プニット）
- フォールアウト(サディアス)
- ブラックミラー
- THE BLACKLIST/ブラックリスト
- プラトニック
- ペーパーガールズ（グランドファーザー）
- マイ・デーモン(チュ・ソクフン)
- 窓際のスパイ
- マネー ～彼女が手に入れたもの～
- ラウダ―ミルクの人生やり直し手伝います（カッター）
- リトビネンコ暗殺
- ルパン
- レジデント・エイリアン
- ロスト・イン・オーシャン 消えた大陸（パロマレス）
- ロマンセーロ〜少女の乾きを満たすもの〜
- ワームウッド-苦悩-（マリノウスキー）
- 私たちの青い夏

#### アニメ
- ストロベリー・ショートケーキとベリー沼の怪物 (ブレッド・プディング)
- ストロベリー・ショートケーキの完璧な祝日 (ブレッド・プディング)
- ストロベリー・ショートケーキの春の大挑戦 (ブレッド・プディング）
- ねこのガーフィールド[8]

### ボイスオーバー
- アンティーク・ハンター 職人技の世界（アレックス）
- 最後通牒 〜結婚?それともさようなら?〜 シーズン2（ジェームズ）
- ダークサイドミステリー
- ディスカバリーチャンネル
  - The Naked（ギャリー、ジェフ、スティーブン、ワズ、ダック他）
  - ビッグキャット・ストーリー（ジャクソン）
  - 密着!驚異のメガマシン
  - ネス湖の怪物 新たな証拠を求めて
- デヴィッド・ボウイ ムーンエイジ・デイドリーム
- ドキュランドへようこそ
  - メルケルが残したもの -16年間の足跡-
- BS世界のドキュメンタリー
  - アメリカ　揺れるユダヤ系新世代　～“イスラエル主義”とパレスチナの現実～
  - フラッシュ・ウォー 自律型致死兵器システムの悪夢
  - ネタニヤフとアメリカ大統領 ガザ侵攻への軌跡　前編・後編
  - ヒトラーの長いナイフの夜 絶対権力への道　前編・後編
  - マイ・コイ 反逆の歌姫
- ホーンテッド 衝撃の超常現象（アンドリュー、JC）

### ナレーション
- 岩手大学理工学部「WEBオープンキャンパス2021」
- 東京国際アニメフェス2008 東京探偵姫ステージイベント
- Hotel de la Marine（オテル・ドゥ・ラ・マリーヌ）
  - 「見学コース音声ガイド」
  - 「Voyage dans le temps」
- Renta CM
  - 「異世界ヤンキー八王子」
  - 「CUFFS〜傷だらけの地図〜」
- ガジェットリンク特別ワークショップ

### Web
- 私の生きる価値
- バスのバスター（ラブル）
- MrBeastチャンネル（タレク他）
- Mark Roberチャンネル

### オーディオブック
- 難しいことはわかりませんが、お金の増やし方を教えてください!
- 半沢直樹シリーズ 「ロスジェネの逆襲」  「オレたちハブル入行組」  「オレたち花のハブル組」

### ラジオCM
- 南天のど飴 クイズ編